# Малка пясъчна пустиня
Малката пясъчна пустиня (на английски: Little Sandy Desert) е пустиня простираща се на 110 900 км² в Западна Австралия, южно от Голямата пясъчна пустиня и западно от пустинята Гибсън. Тя е наречена така, защото е сравнително близко и подобна на Голямата пясъчна пустиня, но е много по-малка.

## География
На територията на Малката пясъчна пустиня има и няколко езера, най-голямото от които е езеро Дисъпоинтмент, разположено в северната част. Река Сейвиори е главната река минаваща през пустинята. Тя се влива в езеро Дисъпоинтмент.
Най-близката метеорологическа станция до пустинята се намира в град Нюман. Голяма част от земята принадлежи на аборигените, а най-големия град е град Парнгур.

## Климат
Малката пясъчна пустиня приема от 150 – 200 мм дъжд годишно, a средното годишно изпарение е между 3600 и 4000 мм. Средната ѝ летна температура варира от 22 °C – 38,3 °C, а средната зимна температура е между 5,4 °C и 21,3 °C.
От 1997 година насам, в региона е имало няколко големи пожара, най-големият от които е бил през 2000 година, когато е бил засегнат 18,5% от биома на цялата пустиня.

## Флора и фауна
Пясъчната почва подкрепя само, пустинната акацията и спинифекса (Triodia schinzii). Пустинята приютява и няколко вида животни: камили, лисици и други видове котки.